# Prenafeta

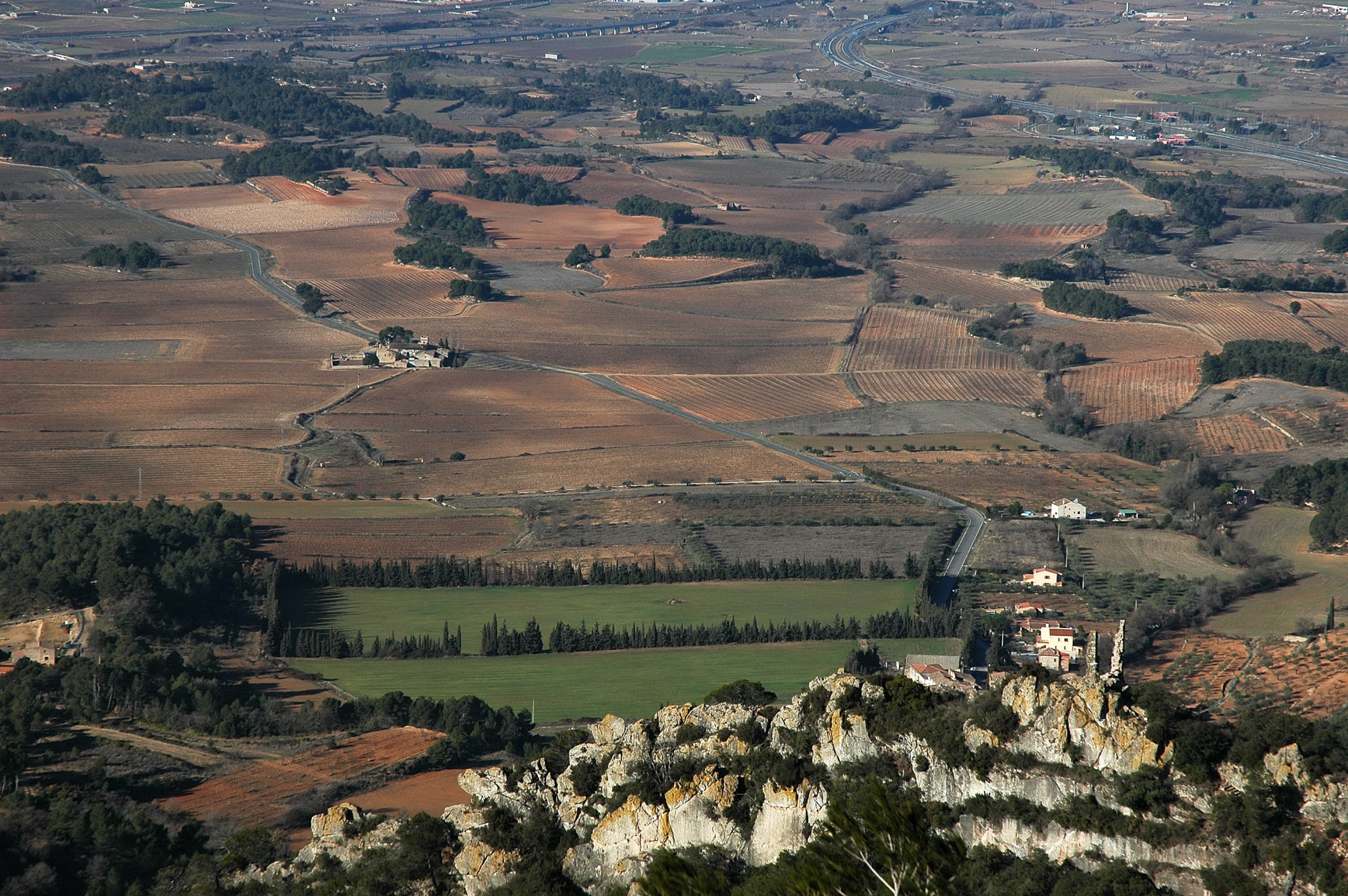
Vista de Prenafeta des de la Serra de Miramar. Al fons, els afores de Montblanc amb el viaducte de l'AVE i l'autopista AP-2.

Prenafeta és una entitat de població del municipi de Montblanc, Conca de Barberà. L'any 2005 tenia 24 habitants. La majoria d'habitatges actuals són segones residències.
Es troba aproximadament a 5 km a l'est del nucli urbà de Montblanc, a uns 470 m d'altitud de mitjana, i s'hi arriba per la carretera del mateix nom (TV-2421), o per algun dels nombrosos senders i camins que s'hi entrecreuen, el més important dels quals és el sender de gran recorregut GR 7. Està situada al peu de la serra de Miramar, a l'extrem oriental del terme municipal, just a sota del Tossal Gros de Miramar.
Documentada des del 1060, es va fundar un segle després en ser conquerida per Ramon Berenguer IV. Posteriorment, va formar la baronia de Prenafeta juntament amb Figuerola del Camp, Miramar, el Mas de l'Amill i Montornès. La ubicació actual del poble és del segle xviii, quan es creà també la Barceloneta, avui depenent també de Montblanc. S'agregà a Lilla el segle xix.